# Lipton International Players Championships 1988
Die Lipton International Players Championships 1988 waren ein Tennisturnier der WTA Tour 1988 für Damen und ein Tennisturnier des Grand Prix 1988 (Tennis) für Herren, welche zeitgleich vom 9. bis 27. März 1988 in Key Biscayne, Miami, Florida stattfanden.

## Herrenturnier
→ Hauptartikel: Lipton International Players Championships 1988/Herren

## Damenturnier
→ Hauptartikel: Lipton International Players Championships 1988/Damen